# Aeropuerto de Ahuas
El Aeropuerto de Ahuas (IATA: AHS, OACI: MHAH) es un aeropuerto que sirve al pueblo de Ahuas en el departamento de Gracias a Dios, Honduras. El aeropuerto está localizado al sur del pueblo.